# Штака
Штака је ортопедско помагало које омогућује особи која има проблема са доњим екстремитетима лакше ходање или стајање. У том случају, штаке смањују оптерећење и тежина се преноси на горњи део тела. Најчешће, штаке су обликоване тако да се могу ставити испод пазуха али постоје и оне које иду до лакта (енглеске штаке). У медицинске сврхе, штаке помажу пацијентима да ходају током рехабилитације или у случају инвалидитета.